# LOVE〜眠れずに君の横顔ずっと見ていた〜
『LOVE 〜眠れずに君の横顔ずっと見ていた〜』（ラブ ねむれずにきみのよこがおずっとみていた）は栗林誠一郎がBarbier（バルビエ）名義でリリースしたシングル。

## 内容
前作の「クリスマス タイム」に続き、独立UHF系「J-ROCK ARTIST COUNT DOWN 50」エンディングテーマ。後に、ZARDがアルバム『TODAY IS ANOTHER DAY』で明石昌夫の編曲で、『ZARD Album Collection 〜20TH ANNIVERSARY〜』で徳永暁人の編曲でセルフカバー。カップリングの「I still remember」は、AMYの英訳詞でセルフカバー。

## 収録曲
1. LOVE 〜眠れずに君の横顔ずっと見ていた〜
  - 作詞:坂井泉水 / 作曲:栗林誠一郎 / 編曲:葉山たけし
2. I still remember
  - 作詞:坂井泉水（英訳詞:AMY） / 作曲:栗林誠一郎 / 編曲:葉山たけし

ZARDの5thアルバム『OH MY LOVE』の収録曲「I still remember」のカバー。
3. LOVE 〜眠れずに君の横顔ずっと見ていた〜 (inst.)

## 参加ミュージシャン
- 栗林誠一郎 - ボーカル、ベース
  - 葉山たけし - ギター、シンセサイザー
  - 坂井泉水（ZARD） - コーラス